# 上奥特巴赫
上奥特巴赫是德国莱茵兰-普法尔茨州的一个市镇。总面积15.37平方公里，总人口1195人，其中男性583人，女性612人（2011年12月31日），人口密度78人/平方公里。